# Peking Südbahnhof

Peking Südbahnhof (chinesisch 北京南站, Pinyin Běijīng Nán Zhàn, kurz: 北京南,  Běijīng Nán) ist ein Fernbahnhof im Süden der chinesischen Hauptstadt Peking. Im Vorfeld der Olympischen Spiele am 1. August 2008 eröffnet, dient der Südbahnhof der Einbindung des Großraums Peking in den Hochgeschwindigkeitsverkehr in Richtung Süden.

## Geschichte

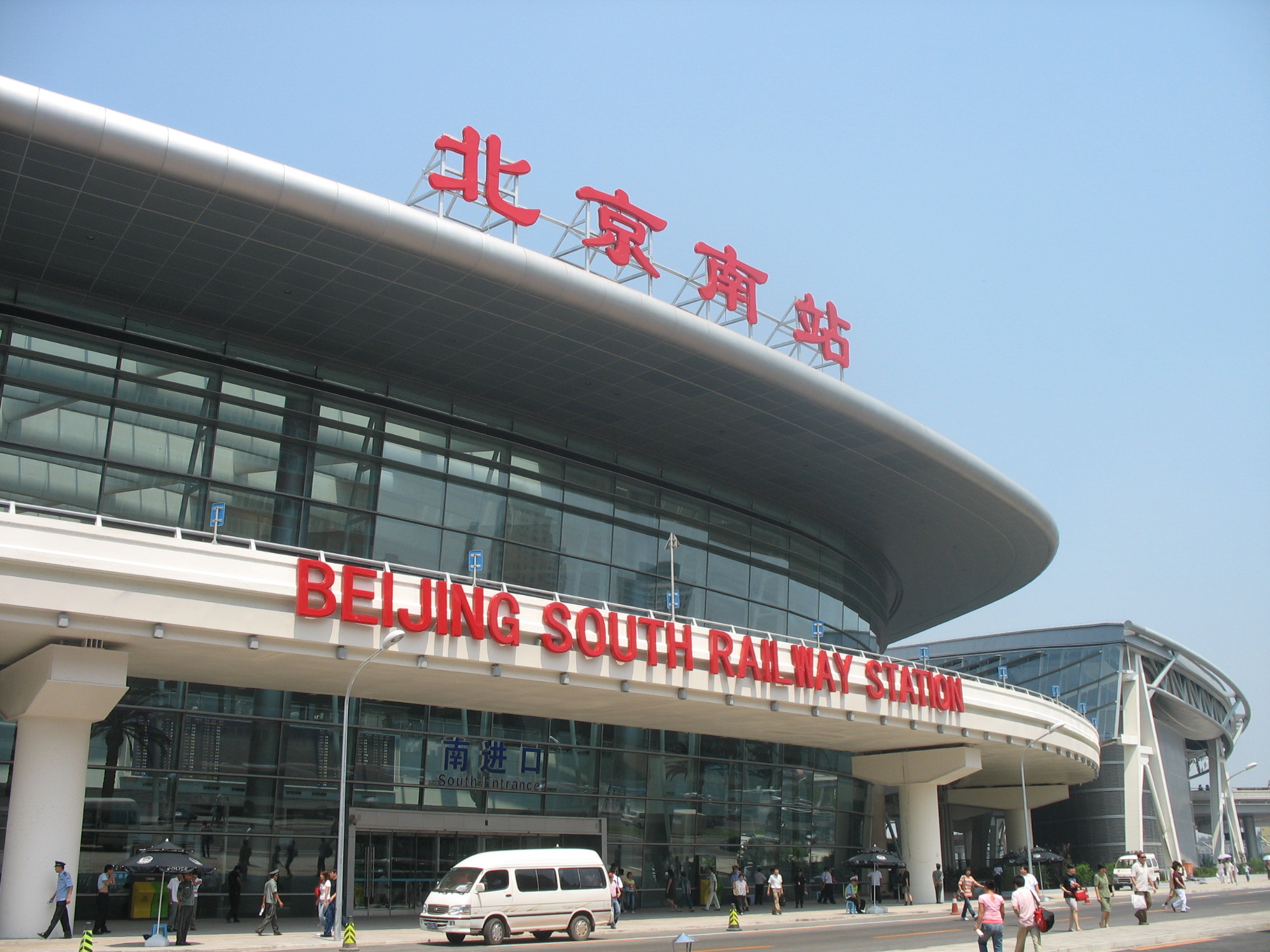
Eingang

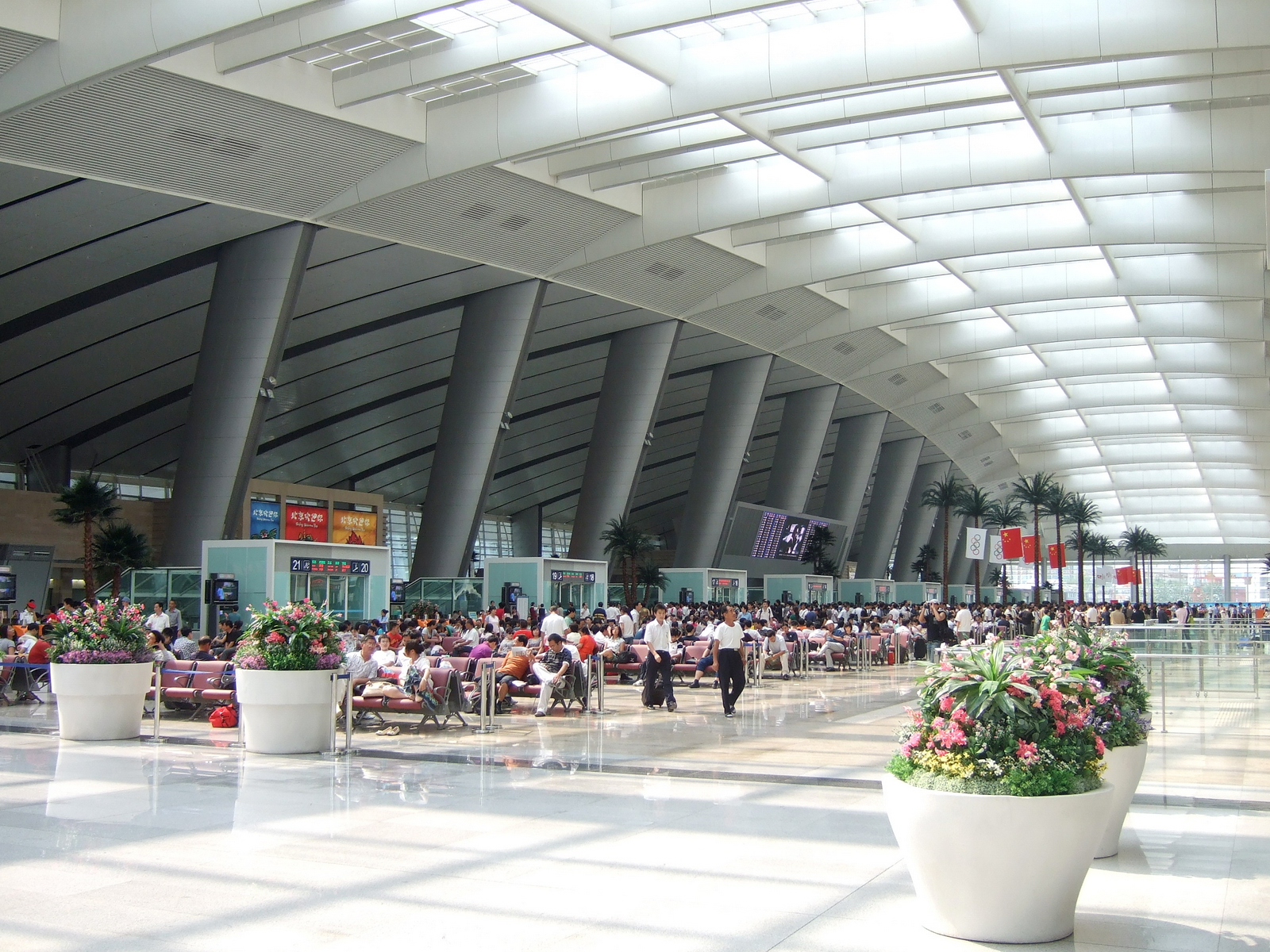
Innenraum mit Wartesaal

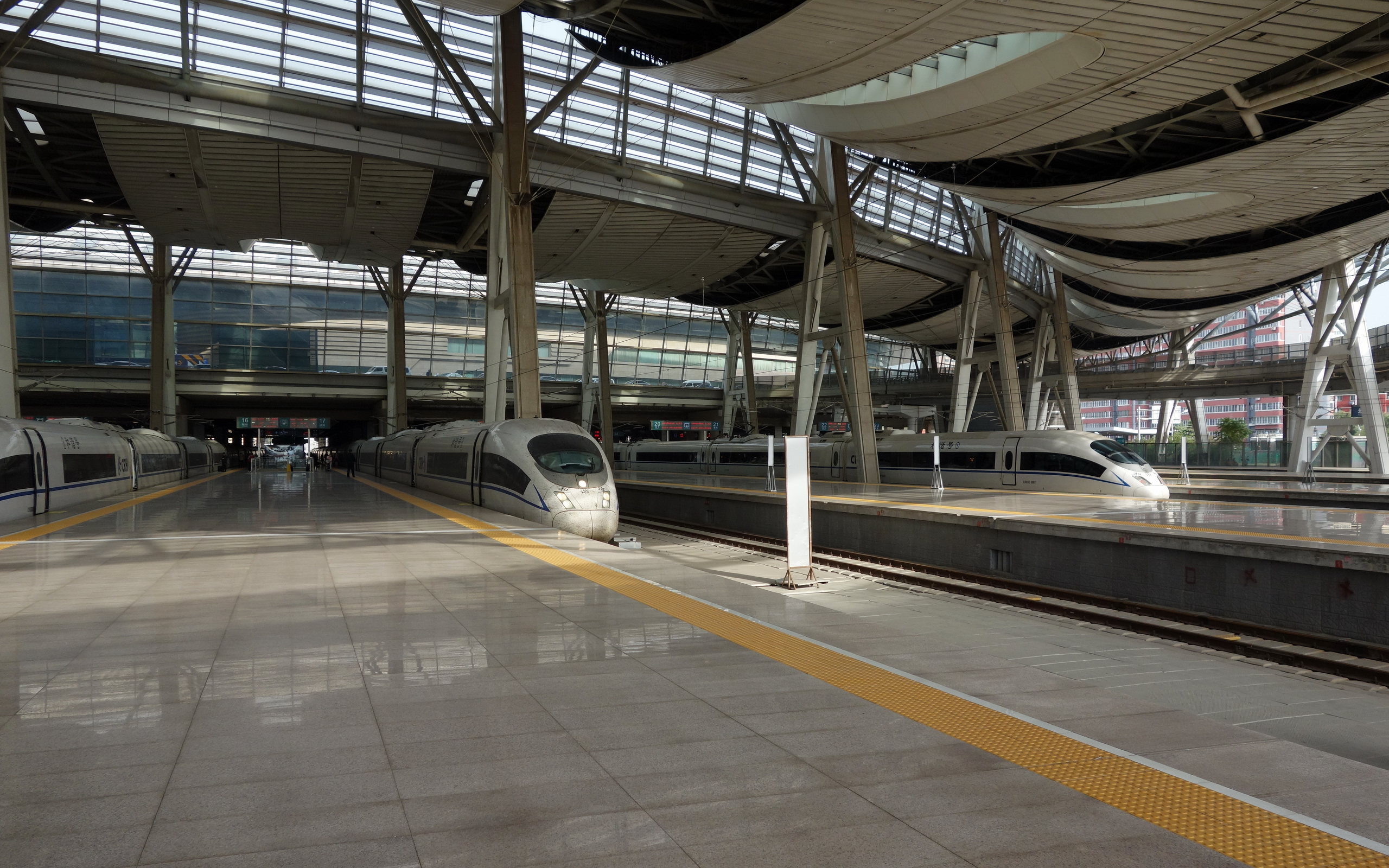
CRH380B-Züge im Bahnhof

Der vom britischen Architekten Terry Farrell in Zusammenarbeit mit dem Tianjin Design Institute entworfene Bahnhof ersetzte nach weniger als drei Jahren Bauzeit den ehemaligen Südbahnhof Yongdingmen, der zwischen 1897 und 2006 für die Chinesische Staatseisenbahn Tientsin–Pukow in Betrieb war. Die Baukosten betrugen 6.3 Milliarden Yuan.

## Beschreibung
Charakteristisch für den Bahnhof Peking Süd ist die Bahnhofshalle mit elliptischem Dach, welches eine Breite von 500 m und eine Länge von 380 m besitzt. Sie beherbergt den sich quer über die Gleise erstreckenden Wartesaal, über den die einzelnen Bahnsteige erreicht werden können. Der Bahnhof nimmt eine Fläche von 420.000 m² ein und ist damit flächenmäßig der drittgrößte Bahnhof der Volksrepublik China. 310.000 m² entfallen auf das Bahnhofsgebäude.

## Bedeutung
Der Bahnhof liegt an der Schnellfahrstrecke Peking–Shanghai, der Schnellfahrstrecke Peking–Tianjin und der Schnellfahrstrecke Peking–Guangzhou. Während des Baus wurden 100 Mio. Fahrgäste pro Jahr zum Zeitpunkt der vollständigen Eröffnung, 190 Millionen Fahrgäste pro Jahr ab 2020 und langfristig bis zu 250 Mio. Fahrgäste pro Jahr oder 30.000 pro Stunde prognostiziert. Damit wäre der Bahnhof Peking Süd der verkehrsreichste Bahnhof Asiens.
Der Bahnhof ist über die Linien U4 und U14 in das Netz der U-Bahn Peking eingebunden. Neben dem Regionalverkehr sind auch einzelne Züge des Fernverkehrs zum Zentralbahnhof durchgebunden.